# 명탐정 코난: 천국으로의 카운트다운
《명탐정 코난: 천국으로의 카운트다운》(일본어: 名探偵コナン 天国へのカウントダウン)는 2001년 4월 21일에 개봉된 《명탐정 코난》의 5번째 극장판 애니메이션이다. 주인공 코난과 검은 조직의 대립이 극장판에서 본격적으로 그려지는 첫 작품이기도 하다.
영화의 주요 배경인 니시타니 쌍둥이 타워는 《명탐정 코난》 세계관 내에서 최첨단 기술로 지어진 초고층 빌딩으로, 작품 속에서 중요한 사건이 벌어지는 무대가 된다. 코난과 소년 탐정단은 이 빌딩에서 시간을 보내던 중, 의문의 연쇄 살인 사건이 발생하면서 위험한 상황에 휘말린다. 코난은 사건의 진상을 파헤치는 과정에서 검은 조직이 개입되어 있음을 알게 되고, 점점 더 위험한 위기에 직면하게 된다.
스토리, 각본, 작화 등의 완성도에서 고평가를 받고 있으며, 명탐정 코난 극장판 역사상 6기 베이커가의 망령과 함께 작품성과 오락성을 동시에 잡은 최고 명작으로 평가받고 있다.

## 줄거리
아가사 히로시 박사와 소년 탐정단이 박사의 차인 비틀을 타고 어디론가 가는 것으로 영화가 시작된다. 박사와 소년 탐정단은 한 캠핑장으로 가서 야영을 할 계획을 가지고 있었다. 캠핑장으로 가던 중 트윈타워를 목격하고 코지마 겐타(고뭉치), 츠부라야 미츠히코(정세모), 요시다 아유미(한아름) 3명은 야영하고 돌아오는 길에 빌딩에 가보자고 박사에게 제안한다. 아가사 박사는 저곳으로 가려면 빙 둘러가야 하지만, 그렇게 하자며 아이들의 제안을 수락한다.
니시타마 시로 캠프를 갔다 돌아오던 소년탐정단. 돌아오는 길에 새로 새워진 대형 건물 트윈타워 빌딩에 구경이나 하고 가려고 잠깐 들렀다 모리 코고로와 란 부녀를 만났다. 알고보니 트윈타워 빌딩의 건물주 토키와 미오는 코고로의 대학후배였던 것이다.
이후 다 함께 개관식 준비가 진행중인 건물 안을 둘러보고 있는데 코난은 창문 너머 진의 자동차인 포르쉐 356A를 발견했다. 급히 쫓아갔지만 이미 진의 차는 사라진 후였다. 이때부터 그는 진이 왜 여기에 나타났는지 의심하기 시작한다.
그날밤, 트윈타워 B동 67층 스위트룸에 머물고 있던 시 의원 오오키 이와마츠가 살해당한채로 발견됐고 그의 옆에는 깨진 술잔이 있었다. 이후 사건이 해결되기도 전에 하라 토키와 그룹 전무 이사이자 프로그래머인 하라 요시아키도 시체로 발견됐다. 그의 시체 옆에도 깨진 술잔이 있었다. 경찰은 금세 트윈타워 관계자를 노린 연쇄살인 사건이란걸 알고는 미오에게 개관식을 연기해달라고 부탁했지만 미오는 딱 잘라 거절했고 경비를 심어놓겠다는 제안도 즐거워야할 행사장에 경찰들이 어슬렁거리는걸 보면 사람들이 불편해한다며 거부했다.
시간이 흘러 트윈타워 개관 당일, 이번에는 건물주 미오가 홀 무대에서 시체로 발견됐고, 여기에 더해 지하 4층 TOKIWA의 메인컴퓨터가 폭발해버리며 A동에 화재가 발생하였다. 경찰들은 사건조사는 잠시 미뤄두고 사람들부터 대피시키기 시작했다. 코난은 이것이 진과 워커가 셰리(하이바라)를 제거하기 위해 건물에 폭탄을 설치했다는걸 알게 된다. 그리고 오도가도 못하고 시한폭탄이 설치된 홀에 갇히게 되자, 홀에 전시되어 있던 포드 머스탱을 떠올려서 차를 운전해 반대편 B동 건물로 탈출하자는 계획을 세운다. 당황해하는 소년 탐정단에게 이것 말고는 방법이 없으니 해보자고 소년 탐정단을 설득한다.

## 등장인물

### 주요 캐릭터
- 에도가와 코난 (코난): 타카야마 미나미 / 김선혜
- 쿠도 신이치 (남도일): 야마구치 캇페이 / 강수진
- 모리 란 (유미란): 야마자키 와카나 / 이현진
- 모리 코고로 (유명한): 카미야 아키라 / 이정구
- 스즈키 소노코 (정보라): 마츠이 나오코 / 이용신
- 하이바라 아이 (홍장미): 하야시바라 메구미 / 우정신
- 코지마 겐타 (고뭉치): 타카기 와타루 / 한인숙
- 츠부라야 미츠히코 (박세모): 오오타니 이쿠에 / 정선혜
- 요시다 아유미 (한아름): 이와이 유키코 / 박리나
- 아가사 박사 (브라운 박사): 오가타 켄이치 / 황원
- 메구레 쥬죠 (골롬보 반장): 챠후린 / 조동희
- 시라토리 닌자부로 (백동훈 형사): 이노우에 카즈히코 / 서윤선
- 타카기 와타루 (신형선 형사): 타카기 와타루 / 김광국
- 치바 형사 (이명수 형사): 치바 잇신 / 김영찬
- 토메씨 (검시관): 나카지마 토시히코 / 김영찬
- 진: 호리 유키토시 / 서윤선
- 워커: 타치키 후미히코 / 시영준
- 미야노 아케미 (안재희): 타마가와 사키코 / 여민정

### 극장판 캐릭터
- 토키와 미오 (常磐美緒, 한국명: 홍미주): ? / 정유미

트윈 타워 빌딩의 사장이자 토키와 (미주) 그룹의 회장. 독신이다. 교살.
- 오오키 이와마츠 (大木岩松, 한국명: 송경목): ? / 시영준

서타마시의 시의회 의원. 실제로는 시장보다 더 많은 권력을 가지고 있다. 살해 당함.
- 사와구치 치나미 (沢口ちなみ, 한국명: 구나미): ? / 김새해

토키와 (홍미주) 사장의 비서로 성격은 온화하지만 다소 저돌적인 경향이 있다.
- 하라 요시하키 (原佳明, 한국명: 하준영): ? / 김기흥

TOKIWA (미주) 전무 이사 겸 프로그래머로 컴퓨터 실력은 우수하지만, 때때로 어린이같은 면이 있어서 소년 탐정단에게 초콜릿을 선물했다. 검은조직을 탈퇴와 해킹으로 배신하여 진에게 살해 당하는데, 사건의 전모는 진과 워커가 한 말들 (워커가 하준영이 조직을 탈퇴하고 해킹까지 할 줄은 몰랐다고 하자, 진이 그래서 하준영이 해킹한 데이터를 숨긴 전산실을 폭약으로 부술 수밖에 없었다고 말한다.)과 코난의 추리로 밝혀진다.
- 카자마 히데히코 (風間英彦, 한국명: 허풍운): ? / 김정은

모리야 테이지 (정형균)의 제자로 트윈 타워 빌딩을 설계했다. 균형이 약간 맞지 않는다고 해서 철도와 큰 상점을 폭탄으로 부수려고 했던 스승 정형균 교수와는 다르게 건축 양식에 구애받지 않았다. 결혼했으며 외동 아들이 있다.
- 키사라기 호우스이 (한국명: 최봉수) 如月 峰水: ? / 설영범

토키와 미오 (홍미주)의 일본화 (수묵화) 선생님으로, 후지산(설백산)의 그림으로 유명하다. 다리가 나빠서 지팡이를 사용하고 있다. 원로인 최봉수 화백은 매우 엄격하여 소년 탐정단에게 "아이가 경찰의 흉내를 내는 것이 아니다!" 라면서 일침을 놓았지만, 손주같은 탐정단원들에게 손수 그린 초상화를 선물하는 등 상냥한 면도 보이고 있었지만 사실은 이 사건의 진범이었다.

## 특징
- 극장판 주제가는 텔레비전 애니메이션에서 닫히는 곡 (엔딩 테마)으로 사용되었다.
- 이 극장판에서부터 시라토리 경부의 성우진이 시오자와 카네토에서 이노우에 카즈히코로 바뀐다.
- 영화에서 아가사 히로시의 퀴즈가 나왔다. 이 부분은 본작이 대한민국의 투니버스에서 방송될 당시 미방영되었다.
- 2006년에 극장판 재방영 기획으로 시청자들이 투표를 실시, 1위로 당선되어 10월 2일에 재방송되었다.
- 이 작품에는 시한장치의 마천루에 등장하는 모리야 테이지 (정형균) 교수의 제자 카자마 히데히코 (허풍운)가 등장한다.
- 이 작품부터 코난 본래의 사건 전개와 별개로 독자적인 페러렐 월드 (parallel universe)적인 스토리가 등장한다. 그리하여 단행본과 극장판간의 모순이 생겨버리는데 여기에 등장한 검은 조직이 일으킨 범죄는 본래의 사건 전개와는 무관한 것이 되었다.
- 요시다 아유미, 츠부라야 미츠히코, 코지마 겐타, 스즈키 소노코, 모리 란의 10년 후 모습이 나왔다.
- 극장판에서 처음으로 검은 조직이 등장하며 사건과도 깊은 관계가 있다. 이후 코난은 극장판 13기 - 칠흑의 추적자, 극장판 20기 - 순흑의 악몽에서 검은 조직과 사건을 통해 조우하게 된다. 이 때에도 본래의 사건 전개와 별개로 독자적인 페러렐 월드 (parallel universe)적인 스토리가 진행된다.
- 영화의 끝 부분에 물리에 나오는 가속도 운동 수식이 등장한다. 어린이에게 이해하기 쉽도록 제작했지만 워낙 수식이 어려워서 이해하기 어려웠다는 지적이 있다. 작품 내에서도 겐타나 미츠히코 등은 이런 물리 지식을 이해하지 못해 아리송한 표정을 짓는다. 또한 위 공식으로 얻은 수치로는 차가 2초 정도 허공에 떠 있어야 하지만 여러 각도에서의 샷과 슬로모션 때문에 20초 정도로 늘어버린다. 가속도 운동을 계산하고 얻은 답에 의존하여 운전을 한 덕분에 소년탐정단은 폭탄으로 부서진 건물을 탈출하여 이웃 건물의 수영장에 무사히 도착한다.
- 처음으로 코난이 착용한 메카 안경에서 적외선 심야관측망원 기능이 연출되었다. 이 기능은 극장판 14기 《천공의 난파선》에서 강력하게 발전한 모습을 보여준다.
- 여민정의 개인 사정으로 인해 TV판 7기와 《극장판 13기》와 마찬가지로 박리나가 아유미(아름이) 역을 맡았다.
- 이 작품의 후반부에 트윈타워 폭발 붕괴 장면은 영화 타워링의 연출을 연상케한다.

## 평가
일본의 평점 사이트 Filmarks에서 3.8점, 키노라이츠에서 95.14%의 지수와 별점 3.5점을 받았다.
초고층 빌딩을 활용한 연출과 액션 장면은 극장판만의 매력을 극대화했으며, 스토리, 작화, 각본 또한 호평을 받고 있다. 그중에서도 극장판 후반부에서 빌딩이 폭파될 위기에 처하자, 빌딩에 전시되어 있던 차량 포드 머스탱을 타고 유리창을 깨서 옆 건물로 날아가는 장면은 해당 극장판은 물론, 코난의 역대 모든 극장판들 중 최고의 클라이맥스 액션 명장면으로 손꼽힌다.

## 주제가
- 쿠라키 마이 〈Always〉

## 제작위원회
- 소학관
- 요미우리 테레비
- 소학관 프로덕션
- 유니버설 뮤직
- 토호 주식회사
- 톰스 엔터테인먼트

## 같이 보기
- 명탐정 코난의 영화 목록

## 주해
1. ↑  대한민국 현지화명은 브라운 박사.